# Laugiidae
Die Laugiidae sind eine Familie der Quastenflosser, die von der Untertrias bis zum Oberjura vorkam. Fossilien der zu den Laugiidae zählenden Gattungen wurden in Deutschland, Grönland und eventuell in China gefunden.

## Merkmale
Die Laugiidae waren kleine bis mittelgroße Fische (17–25 cm) von schlanker bis gedrungener Gestalt. Der Kopf war schmal, die Augen groß, die Schnauze zugespitzt oder abgerundet, das Maul mäßig tief. Die erste Rückenflosse stand vor der Körpermitte, die zweite in der hinteren Körperhälfte. Die Bauchflossen lagen hinter der Rückenflosse. Die Knochen der Bauchflossen waren entweder seitlich erweitert oder über ihre gesamte ventrale Mittellinie zusammengewachsen. Die Schwanzflosse war dreilappig, der mittlere deutlich pinselförmig. Die Knochen der Wangen (Kopfseiten) waren reduziert. Die Poren des Seitenliniensystems auf dem Kopf wurden zum Schnauzenende hin und in Richtung zur Symphyse des Unterkiefers immer größer.

## Gattungen
- Coccoderma Qyendstedt, 1858 (Tithonium, Bayern)
- Laugia Stensiö, 1932 (Griesbachium, Grönland)